# Вельоґура (Мазовецьке воєводство)
Вельоґура (пол. Wielogóra) — село в Польщі, у гміні Єдлінськ Радомського повіту Мазовецького воєводства.
Населення — 1559 осіб (2011).
У 1975-1998 роках село належало до Радомського воєводства.

## Демографія
Демографічна структура станом на 31 березня 2011 року:
|          | Загалом | Допрацездатний вік | Працездатний вік | Постпрацездатний вік |
| -------- | ------- | ------------------ | ---------------- | -------------------- |
| Чоловіки | 779     | 193                | 543              | 43                   |
| Жінки    | 780     | 184                | 488              | 108                  |
| Разом    | 1559    | 377                | 1031             | 151                  |